# Maria Anna Hiebing
Maria Anna Hiebing auch Marianne Hiebing geb. Schepers (* 25. Dezember 1953 in Haren (Ems)) ist eine deutsche Politikerin (CDU).

## Leben
Maria Anna Hiebing wurde als Tochter von Arnold Schepers (1916–1955) und dessen Ehefrau Anni geb. Esders (1923–2015) geborene. Nach dem frühen Tod des Vaters ging ihre Mutter eine zweite Ehe mit Antonius Albert Sibum (1927–1982) ein. Sie hat einen Bruder und eine Halbschwester.
Hiebing war beruflich als Wirtschafterin, leitende Angestellte und Landfrau aktiv und trat 1979 in die CDU ein. Sie rückte am 8. Dezember 1993 von der Landesliste Niedersachsen für Hedda von Wedel (ehemals Meseke) in den Deutschen Bundestag nach und gehörte diesem bis zum Ende der zwölften Legislaturperiode am 10. November 1994 an. Sie nahm an der zehnten Bundesversammlung anlässlich der Wahl des siebten deutschen Bundespräsidenten am 23. Mai 1994 im Reichstagsgebäude in Berlin teil, aus der Roman Herzog als Bundespräsident hervorging.
Sie lebt in Landegge, einem Ortsteil von Haren (Ems), ist römisch-katholischer Konfession, mit dem Niedersächsischen Landtagsabgeordneten Bernd-Carsten Hiebing verheiratet und hat einen Sohn.